# Ghostbusters (rollenspel)
Ghostbusters is een komedie-rollenspel gebaseerd op de gelijknamige filmfranchise. Het spel is ontwikkeld door Sandy Petersen, Lynn Willis en Greg Stafford. Het is uitgebracht door West End Games.
Ghostbusters won in 1986 de H.G. Wells Award voor “Best Roleplaying Rules”.

## Omgeving
Het spel speelt zich af in hetzelfde fictieve universum als de films, enige tijd na de eerste film. In het spel hebben de Ghostbusters hun bedrijf uitgebreid naar Ghostbusters International, dat apparatuur voor het jagen op spoken levert aan mensen overal ter wereld.
De meeste spelers in het spel nemen de rol aan van andere Ghostbusters buiten New York, die via Ghostbusters International hun spullen hebben gekocht. Het spel bevat echter ook de profielen van de originele vier Ghostbusters voor spelers die graag de film naspelen, of de originele Ghostbusters willen laten meedoen als NPC.
Het spel breidt het aantal monsters waar de Ghostbusters tegen vechten uit. Naast spoken en geesten vechten ze in het spel ook tegen vampieren, buitenaardse wezens en tijdreizigers.

## Systeem
Ghostbusters bevat opzettelijk maar een klein regelsysteem. Zo zegt het regelboek bijvoorbeeld niets over bewegingen en kracht van de personages, en in hoeverre de wapens van de personages werken.
Elke speler krijgt in het begin 12 karakterpunten, die hij kan verdelen over vier eigenschappen van zijn personage: Brains, Muscle, Moves, en Cool. De speler moet elk van deze vaardigheden een cijfer van 1 tot 5 geven.
Elk personage krijgt ook vier talenten toegewezen. Deze talenten zijn geordend in groepen gebaseerd op de karaktereigenschappen. Elk personage krijgt uit elke groep een talent. De score van dit talent is drie punten hoger dan de score van de eigenschap waar hij onder valt. Als iemand bijvoorbeeld een “cool” met een waarde van vier heeft, heeft een talent dat hierbij hoort de waarde zeven.
In sommige gevallen kan bepaalde apparatuur of een andere situatie een extra dobbelsteen toevoegen aan de pool. Iemand kan bijvoorbeeld een “Muscle” van twee hebben, met “Brawl” als talent wat een totaal score van 5 geeft. Dit kan nog verder worden versterkt als dit personage een wapen oppakt, waardoor de score zeven wordt. Dan moet er met een dobbelsteenpool van zeven worden gespeeld.
De meeste taken in het spel draaien om het bepalen welke eigenschappen en talenten het meest relevant zijn voor een opdracht, en dan met een dobbelsteen de score van dat talent gooien. De uitkomst van de worp wordt opgeteld, en de som vergeleken met het moeilijkheidsniveau van de opdracht die de spelleider heeft uitgekozen. Als de som van de worp gelijk of meer is dan het moeilijkheidsniveau, slaagt het personage in zijn opdracht.
Het spel hanteert twee extra spelmechanieken. Allereerst is er de Ghost Die, een speciale dobbelsteen die ongeluk vertegenwoordigt. De uitkomst van een worp met deze steen kan ervoor zorgen dat een geslaagde opdracht toch nog negatief uitpakt voor de speler(s). De tweede zijn de Brownie Points, die het “goede karma” van een personage aangeven. Deze kunnen worden gebruikt om de waarde van een worp te verhogen, of een mislukte opdracht alsnog te laten slagen. De punten moeten worden toegekend aan een eigenschap of talent voordat de dobbelsteen wordt gerold. Elk personage begint met een pool van 20 Brownie Points, die in de loop van het spel kunnen worden gebruikt. Spelers kunnen punten terugwinnen door te slagen in opdrachten die de spelleider hun geeft.

## Geschiedenis
De Ghostbusters: A Frightfully Cheerful Roleplaying Game boxset (ISBN 0-87431-043-1) werd gepubliceerd in 1986. Deze bevat en 24 pagina’s tellende trainershandleiding, een 64 pagina’s tellend handbook, zes dobbelstenen en verschillende handouts. West End Games publiceerde drie accessoires voor de originele Ghostbusters regels:
- Hot Rods of the Gods adventure module door Daniel Greenburg. (ISBN 0-87431-052-0)
- Scared Stiffs adventure module door John M. Ford en Bill Slavicsek. (ISBN 0-87431-062-8)
- Ghost Toasties adventure module door Scott Haring. (ISBN 0-87406-137-7)

In 1989 publiceerde West End Games een herziene versie van het spel getiteld Ghostbusters International (ISBN 0-87431-223-X). Deze versie werd gepubliceerd om in te spelen op de film Ghostbusters II, die dat jaar was verschenen, en om spelers die graag gedetailleerde regels wilden tevreden te stellen. Ook voor dit spel zijn een aantal accessoires verschenen:
- ApoKERMIS Now! door Bill Slavicsek en Paul Balsamo. (ISBN 0-87431-201-9)
- Ghostbusters II: The Adventure door C.J. Tramontana. (ISBN 0-87431-204-3)
- Lurid Tales of Doom door Jonatha Ariadne Caspian. (ISBN 0874312035)
- Pumpkin Patch Panic door Grant Boucher. (ISBN 0-87431-202-7)
- Tobin's Spirit Guide door Kim Mohan (ISBN 0-87431-259-0)